# Rineloricaria cubataonis
Rineloricaria cubataonis är en fiskart som först beskrevs av Steindachner, 1907.  Rineloricaria cubataonis ingår i släktet Rineloricaria och familjen Loricariidae. Inga underarter finns listade i Catalogue of Life.